# Ожогинский сельсовет (Липецкая область)
Ожогинский сельсове́т — сельское поселение в Воловском районе Липецкой области. 
Административный центр — деревня Ивановка.

## История
В соответствии с законом Липецкой области №114-оз «О наделении муниципальных образований в Липецкой области статусом городского округа, муниципального  района, городского и сельского поселения» от 2 июля 2004 года Ожогинский сельсовет наделён статусом сельского поселения.

## Население
| 2010 | 2012 | 2013 | 2014 | 2015 | 2016 | 2017 |
| ---- | ---- | ---- | ---- | ---- | ---- | ---- |
| 823  | ↘794 | ↘781 | ↘772 | ↘764 | ↘756 | ↘748 |
| 2018 | 2021 |      |      |      |      |      |
| ↘738 | ↘638 |      |      |      |      |      |

## Состав сельского поселения
| № | Населённый пункт | Тип населённого пункта          | Население |
| - | ---------------- | ------------------------------- | --------- |
| 1 | Большовка        | деревня                         | ↗97       |
| 2 | Володаровка      | деревня                         | ↘33       |
| 3 | Ивановка         | деревня, административный центр | ↗348      |
| 4 | Измалкова        | деревня                         | ↘9        |
| 5 | Ленина           | посёлок                         | →45       |
| 6 | Никольское       | деревня                         | ↘36       |
| 7 | Новосёлки        | деревня                         | ↘28       |
| 8 | Ожога            | село                            | ↗227      |